# Xã Cedar Creek, Quận Lake, Indiana
Xã Cedar Creek (tiếng Anh: Cedar Creek Township) là một xã thuộc quận Lake, tiểu bang Indiana, Hoa Kỳ. Năm 2010, dân số của xã này là 12.097 người.